# تام ورینگ
تام 'پونگو' ورینگ (به انگلیسی: Tom 'Pongo' Waring) زادهٔ ۱۲ اکتبر ۱۹۰۶ بازیکن فوتبال اهل انگلستان که سابقهٔ بازی در تیم ملی فوتبال انگلستان را در کارنامهٔ خود دارد. وی در تاریخ ۱۴ مه ۱۹۳۱ نخستین بازی ملی خود را در مقابل تیم ملی فوتبال فرانسه انجام داد و با حضور در ۵ بازی ملی، در تاریخ ۹ آوریل ۱۹۳۲ واپسین بازی ملی‌اش را در برابر تیم ملی فوتبال اسکاتلند برگزار کرد.
این بازیکن توانست در بازی‌های ملی، ۴ گل به ثمر برساند.